# Svein Tuft
Pour les articles homonymes, voir Tuft.
Svein Tuft (né le 9 mai 1977 à Langley) est un coureur cycliste canadien, professionnel entre 2002 et 2019. Il remporte le championnat du Canada du contre-la-montre à onze reprises entre 2004 et 2018, ainsi que le championnat du Canada sur route en 2011 et 2014.
Il a également remporté des contre-la-montre par équipes sur le Tour de France, le Tour d'Italie, l'Eneco Tour et Tirreno-Adriatico. Il a aussi porté le maillot rose pendant une étape sur le Tour d'Italie 2014.

## Biographie
Svein Tuft dispute ses premières courses cyclistes à l'âge de 23 ans.
Svein Tuft commence sa carrière professionnelle en 2002 dans l'équipe Prime Alliance. En 2004, il remporte son premier titre de champion du Canada du contre-la-montre et est recruté en 2005 par Symmetrics. En 2007, ses victoires au Tour de Cuba et à l'U.S. Cycling Open lui permettent de s'imposer au classement final de l'UCI America Tour 2007. Il est élu meilleur cycliste canadien de l'année.
En 2008, il remporte le contre-la-montre aux Jeux panaméricains, le Tour de Beauce, le championnat du Canada du contre-la-montre. Il est sélectionné pour représenter le Canada aux Jeux olympiques de Pékin. Il prend la 58e place de la course en ligne, qu'il dispute avec Michael Barry et Ryder Hesjedal, puis se classe septième du contre-la-montre, à 2 minutes 28 secondes du vainqueur Fabian Cancellara. Troisième du Tour du Missouri en septembre, il réalise la meilleure performance de sa carrière en prenant la deuxième place du championnat du monde du contre-la-montre, à Varèse en Italie. En l'absence du tenant du titre et champion olympique Cancellara, ce contre-la-montre n'a pas de grand favori. Malgré une crevaison à six kilomètres de l'arrivée qui le contraint à changer de vélo, Tuft devance de dix secondes David Zabriskie, troisième, et termine à 42 secondes du vainqueur Bert Grabsch.
En 2009, Svein Tuft est recruté par l'équipe Garmin-Slipstream, qui obtient cette année-là une licence ProTour. Tuft dispute donc pour la première fois plusieurs compétitions majeures, dont son premier grand tour, le Tour d'Espagne.
En 2011, il rejoint l'équipe canadienne SpiderTech-C10 et réalise le doublé Champion du Canada sur route et Champion du Canada du contre-la-montre.

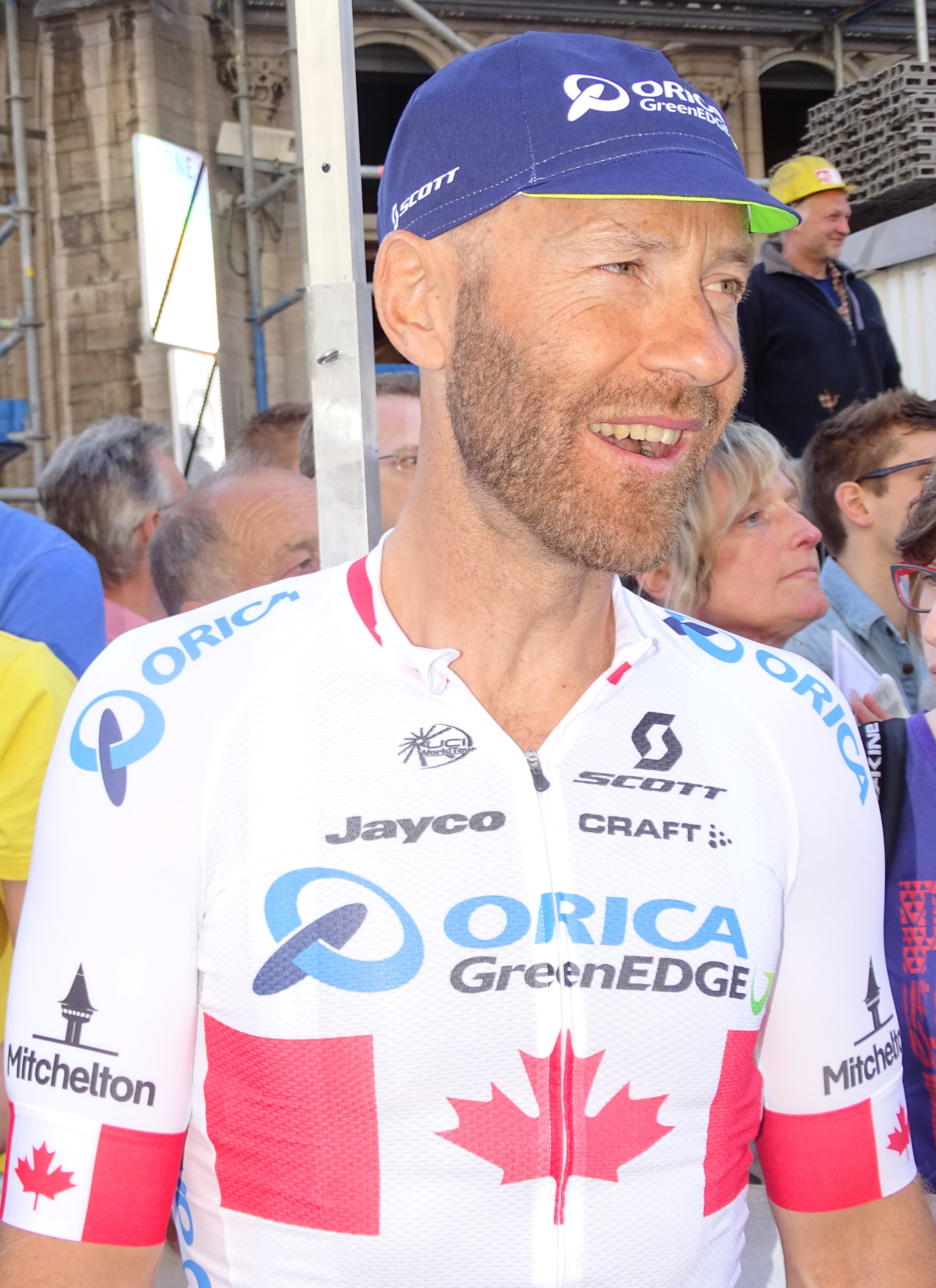
Svein Tuft lors du départ de la Flèche brabançonne 2015 à Louvain.

En 2012, Svein Tuft est recruté par la nouvelle équipe australienne GreenEDGE qui devient au cours de l'année Orica-GreenEDGE. Il remporte avec elle la première étape de Tirreno-Adriatico, un contre-la-montre par équipes, en début de saison. Au printemps, il est quatrième des Trois Jours de La Panne, puis dispute le Tour d'Italie. En juin, il se rend au Canada où il gagne une étape du Tour de Beauce, dont il prend la quatrième place finale, et obtient un nouveau titre de champion national du contre-la-montre. En août, il remporte la sixième étape de l'Eneco Tour, un contre-la-montre individuel de 17.4 kilomètres ayant lieu à Ardooie. Il devance l'Américain Taylor Phinney de la BMC Racing par 5 secondes. Cette victoire lui procure le maillot de meneur du classement général qu'il perd le lendemain lors de la dernière étape, qui est très accidentée. Tuft doit terminer sur la troisième marche du podium final, mais se voit décerner une pénalité de 20 secondes car il a pris un bidon de sa voiture d'équipe dans les 20 derniers kilomètres, ce qui est interdit. Cette sanction le relègue au septième rang du classement général, à une minute du gagnant Lars Boom. En septembre, il dispute les trois épreuves des championnats du monde sur route, dans le Limbourg néerlandais. Avec Orica-GreenEDGE, il décroche la médaille de bronze du nouveau championnat du contre-la-montre par équipes de marque. Il représente le Canada lors du contre-la-montre individuel, dont il prend la douzième place. Il forme ensuite avec Ryder Hesjedal, vainqueur du Tour d'Italie, David Veilleux et François Parisien l'équipe canadienne qui dispute la course en ligne, qu'il ne termine pas.
Tuft commence la saison 2013 en gagnant le contre-la-montre du Tour de San Luis. Au printemps, il dispute le Tour d'Italie. En juin, il gagne l'étape contre-la-montre du Tour de Slovénie, ce qui lui permet d'être leader du classement général pendant une journée. Il dispute ensuite son premier Tour de France. Avec ses coéquipiers d'Orica-GreenEDGE, il remporte le contre-la-montre par équipes, permettant Simon Gerrans puis Daryl Impey de porter le maillot jaune pendant deux jours chacun. En fin d'année, il est médaillé d'argent du championnat du monde du contre-la-montre par équipes. Il termine l'année en remportant le Duo normand, avec Luke Durbridge.
En 2014, Tuft passe le premier la ligne lors de la victoire de sa formation lors du contre-la-montre par équipes pour la première étape du Tour d'Italie. Cela lui permet d'endosser le maillot rose, le jour de son anniversaire. En juin, il signe un nouveau doublé aux championnats du Canada. À nouveau présent au Tour de France en juillet, il termine lanterne rouge de cette édition. Quatre jours après l'arrivée sur les Champs-Elysées, il représente l'Australie au contre-la-montre des Jeux du Commonwealth. Il en prend la quatrième place. En août, sa deuxième place au contre-la-montre du Tour du Poitou-Charentes lui permet de terminer à la même place au classement général, derrière Sylvain Chavanel. Aux championnats du monde, il est à nouveau médaillé d'argent contre-la-montre par équipes. Il est 28e du contre-la-montre individuel.
Durant l'intersaison 2014-2015, Tuft déménage en Andorre. En préparation du Tour d'Italie, il chute lors de la deuxième étape de Tirreno-Adriatico et se blesse aux ligaments de son épaule droite. Il entame une convalescence de sept semaines et reprend la compétition sur les courses par étapes lors du Tour de Romandie. Il subit aussi une chute lors de la deuxième étape de cette course. Blessé à la poitrine, il est atteint également d'une fracture d'un poignet, ce qui le contraint à renoncer au Giro. Il cible pour la suite de sa saison le Tour de France et les championnats du monde, principalement le contre-la-montre par équipes. Fin 2015, il prolonge son contrat avec l'équipe Orica-GreenEDGE.
En 2019, après avoir passé huit ans chez Mitchelton-Scott, il signe à 41 ans avec l'équipe continentale professionnelle américaine Rally Cycling, avec un rôle de capitaine de route pour les jeunes coureurs. Il arrête sa carrière à l'issue de la saison.

## Palmarès et classements mondiaux sur route

### Par années
- 2001
  - 7e étape du Tour de Beauce
  - 2e du championnat du Canada du contre-la-montre
  -  Médaillé de bronze du contre-la-montre aux championnats panaméricains
- 2002
  - 1re étape du Tour de Toona (contre-la-montre)
  - 2e du Gastown Grand Prix
  - 3e du championnat du Canada du contre-la-montre
- 2003
  -  Champion du Canada du critérium
  - 2e du championnat du Canada du contre-la-montre
- 2004
  -  Champion du Canada du contre-la-montre
  - 2e du championnat du Canada sur route
  - 2e du championnat du Canada du critérium
- 2005
  -  Champion du Canada du contre-la-montre
  - Mutual of Enumclaw Stage Race :
    - Classement général
    - 1re étape

  - Mount Hood Cycling Classic :
    - Classement général
    - 1re (contre-la-montre) et 3e étapes

  - 2e du Tour de Beauce
- 2006
  -  Champion du Canada du contre-la-montre
  - Prologue et 3e étape (contre-la-montre par équipes) du Tour du Salvador
  - 3e étape du Tour de White Rock
  - Prologue du Tour de Chihuahua
  - 2e du championnat du Canada sur route
  - 2e du championnat du Canada du critérium
- 2007
  - UCI America Tour
  - Tour de Cuba :
    - Classement général
    - 11ea étape (contre-la-montre)

  - Prologue de la Redlands Bicycle Classic
  - U.S. Cycling Open
  - 4e étape du Tour du Salvador (contre-la-montre par équipes)
  - 2e du championnat du Canada du contre-la-montre
  - 2e du Tour de Beauce
  - 3e du Gastown Grand Prix
- 2008
  -  Champion panaméricain du contre-la-montre
  -  Champion du Canada du contre-la-montre
  - Tour de Beauce :
    - Classement général
    - 4ea étape (contre-la-montre)

  - Prologue du Tour de Delta
  -  Médaillé d'argent au championnat du monde du contre-la-montre
  - 2e de l'UCI America Tour
  - 3e du Tour du Missouri
  - 7e du contre-la-montre des Jeux olympiques
- 2009
  -  Champion du Canada du contre-la-montre
- 2010
  -  Champion du Canada du contre-la-montre
  - Tour de White Rock :
    - Classement général
    - 2e et 3e étapes

  - 5e étape du Tour du Danemark (contre-la-montre)
  - Prologue de l'Eneco Tour
  - 2e du Tour du Danemark
  - 5e de l'Eneco Tour
- 2011
  -  Champion du Canada sur route
  -  Champion du Canada du contre-la-montre
  - 4e (contre-la-montre) et 6e étapes du Tour de Beauce
  - Grand Prix de la ville de Zottegem
  - 3e du Tour de Beauce
- 2012
  -  Champion du Canada du contre-la-montre
  - 1re étape de Tirreno-Adriatico (contre-la-montre par équipes)
  - 4e étape du Tour de Beauce (contre-la-montre)
  - 1re étape du Tour de Delta
  - 2e étape du Tour de White Rock
  - 2e (contre-la-montre par équipes) et 6e étapes (contre-la-montre) de l'Eneco Tour
  - Duo normand (avec Luke Durbridge)
  - 2e du Tour de White Rock
  -  Médaillé de bronze au championnat du monde du contre-la-montre par équipes
  - 7e de l'Eneco Tour
- 2013
  - 4e étape du Tour de San Luis (contre-la-montre)
  - 1re étape du Tour de Slovénie (contre-la-montre)
  - 4e étape du Tour de France (contre-la-montre par équipes)
  - Duo normand (avec Luke Durbridge)
  -  Médaillé de bronze au championnat du monde du contre-la-montre par équipes
- 2014
  -  Champion du Canada sur route
  -  Champion du Canada du contre-la-montre
  - 1re étape du Tour d'Italie (contre-la-montre par équipes)
  -  Médaillé de bronze au championnat du monde du contre-la-montre par équipes
  - 2e du Tour du Poitou-Charentes
- 2016
  - Duo normand (avec Luke Durbridge)
  - 3e du championnat du Canada du contre-la-montre
  -  Médaillé de bronze au championnat du monde du contre-la-montre par équipes
- 2017
  -  Champion du Canada du contre-la-montre
- 2018
  -  Champion du Canada du contre-la-montre
- 2019
  - 2e du championnat du Canada du contre-la-montre

### Résultats sur les grands tours

#### Tour de France
3 participations

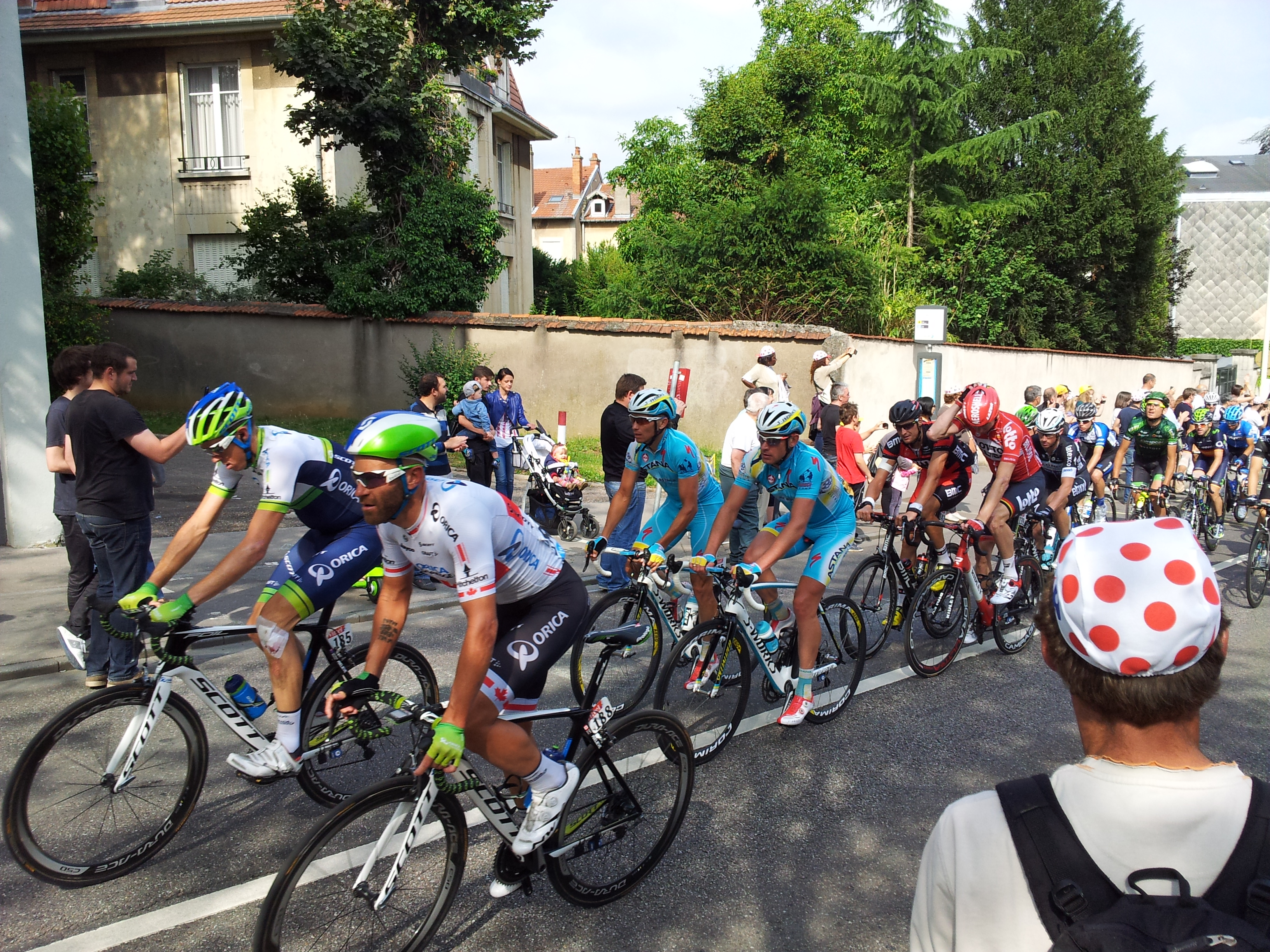
Svein Tuft (premier plan) au côté de Mathew Hayman dans la 7e étape du Tour de France 2014

- 2013 : 169e et lanterne rouge, vainqueur de la 4e étape (contre-la-montre par équipes)
- 2014 : 131e
- 2015 : 159e

#### Tour d'Italie
7 participations
- 2010 : 125e
- 2012 : 148e
- 2013 : 154e
- 2014 : 155e, vainqueur de la 1re étape (contre-la-montre par équipes),  maillot rose pendant 1 jour
- 2016 : 146e
- 2017 : 142e
- 2018 : 147e

#### Tour d'Espagne
3 participations
- 2009 : abandon (15e étape)
- 2016 : 158e
- 2017 : non-partant (16e étape)

### Classements mondiaux
| Année                  | 2005 | 2006 | 2007 | 2008 | 2009 | 2010 | 2011 | 2012 | 2013 | 2014 | 2015 | 2016 | 2017 |
| ---------------------- | ---- | ---- | ---- | ---- | ---- | ---- | ---- | ---- | ---- | ---- | ---- | ---- | ---- |
| Calendrier mondial UCI |      |      |      |      |      | 83e  |      |      |      |      |      |      |      |
| UCI World Tour         |      |      |      |      |      |      |      | 96e  | nc   | nc   | nc   |      |      |
| UCI America Tour       | 24e  | 44e  | 1er  | 2e   |      |      | 21e  |      |      |      |      | 226e | 139e |
| UCI Europe Tour        |      |      |      |      |      |      | 159e |      |      |      |      | 589e |      |

## Palmarès sur piste

### Six jours
- Six jours de Burnaby : 2007 et 2008 (avec Zachary Bell)

### Championnats du Canada
- 2008
  -  Champion du Canada de poursuite
  -  Champion du Canada de l'américaine (avec Zach Bell)